# راسيل باريش
راسيل باريش (بالإنجليزية: Russ Parrish)‏ هو عازف قيثارة وموسيقي أمريكي، ولد في 24 نوفمبر 1970 في لوس أنجلوس في الولايات المتحدة.

## وصلات خارجية
- راسيل باريش على موقع IMDb (الإنجليزية)
- راسيل باريش على موقع ميوزك برينز (الإنجليزية)
- راسيل باريش على موقع قاعدة بيانات الفيلم (الإنجليزية)